# 茹金
50°48′39″N 30°41′27″E / 50.81083°N 30.69083°E
茹金（烏克蘭語：Жукин）是位於烏克蘭北部的村莊，由基辅州维什霍罗德区的皮爾諾韋市鎮負責管轄。該村始建於1650年，面積6.3平方公里，海拔高度100米，2001年人口1,117，人口密度每平方公里177.3人。